# Chrysops thailandensis
Chrysops thailandensis är en tvåvingeart som beskrevs av Philip 1960. Chrysops thailandensis ingår i släktet Chrysops och familjen bromsar.
Artens utbredningsområde är Thailand. Inga underarter finns listade i Catalogue of Life.